# 中伊町
中伊町（なかいちょう）は愛知県岡崎市額田地区の町名。丁番を持たない単独町名であり、27の小字が設置されている。

## 地理
岡崎市東部に位置する。町内を保久川が南流する。住宅地は河川沿岸に形成され、その他は森林・農地として利用されている。

### 河川
- 保久川

### 字
| - 字井倉（いぐら） - 字井ノ原（いのはら） - 字入り坂（いりさか） - 字牛ノ田（うしのた） - 字臼沢（うすざわ） - 字馬道（うまみち） - 字大佐戸（おおさと） - 字大手（おおて） - 字海戸田（かいとだ） | - 字片坂（かたさか） - 字小畑（こばた） - 字沢連（さわれん） - 字地蔵戸（じぞうど） - 字下田（しもだ） - 字社口（しゃぐち） - 字社軍戸（しゃぐんと） - 字神手（じんて） - 字竹下（たけした） | - 字津部立（つべだち） - 字長木（ながき） - 字西ノ畑（にしのばた） - 字法越（のりごえ） - 字日影（ひかげ） - 字平地下（ひらちした） - 字弥市（やいち） - 字屋ゲ（やげ） - 字四升蒔（よんしょうまき） |

## 世帯数と人口
2019年（令和元年）5月1日現在の世帯数と人口は以下の通りである。
| 町丁   | 世帯数 | 人口 |
| ------ | ------ | ---- |
| 中伊町 | 38世帯 | 98人 |

### 人口の変遷
国勢調査による人口の推移
| 2010年（平成22年） | 114人 | [ 6 ] |  |
| 2015年（平成27年） | 98人  | [ 7 ] |  |

## 小・中学校の学区
市立小・中学校に通う場合、学区は以下の通りとなる。
| 番・番地等 | 小学校             | 中学校             |
| ---------- | ------------------ | ------------------ |
| 全域       | 岡崎市立下山小学校 | 岡崎市立額田中学校 |

## 歴史
額田郡中保久村を前身とする。1878年に隣接する伊賀谷村と合併。合成地名である中伊村が成立した。その後下山村、額田町の期間は大字中伊となった。だが中伊東と中伊西（名残から伊ケ谷とも呼ばれていた。現在の中伊西町）に分けて呼称されるようになる。額田町が岡崎市に合併された際に中伊町と中伊西町に分けられた。

### 沿革
- 2006年（平成18年）1月1日 - 岡崎市へ編入し、同市中伊町となる[1]。

### 史跡
- 中保久城

## 交通
- 愛知県道336号蘭鍛埜線

## 施設
- 中伊公民館
- 白山神社

## その他

### 日本郵便
- 郵便番号 : 444-3446[4]（集配局：額田郵便局[9]）。

## 参考資料
- 「角川日本地名大辞典」編纂委員会 編『角川日本地名大辞典 23 愛知県』角川書店、1989年3月8日。ISBN 4-04-001230-5。
- 有限会社平凡社地方資料センター 編『日本歴史地名体系第23巻 愛知県の地名』平凡社、1981年。ISBN 4-582-49023-9。